# Amadeus III. (Savoyen)
Amadeus III. (* 1092 oder 1095; † 30. August 1148 in Nikosia) war Graf von Savoyen und Maurienne, sowie Markgraf von Turin.

## Leben
Er war der älteste Sohn des Grafen Humbert II. von Savoyen und seiner Gattin Gisela von Burgund. Beim Tod seines Vaters 1103 beerbte er diesen als Graf von Savoyen und Maurienne. Da er zu diesem Zeitpunkt noch minderjährig war, stand er zunächst unter der Vormundschaft seiner Mutter. 1111 wurde er von seinem Lehnsherrn, dem Kaiser, als Graf bestätigt.
Er setzte die frankreich-freundliche Politik seines Vaters fort.
1115 vermittelte er die Hochzeit seiner Schwester Adelheid mit dem französischen König Ludwig VI., was seine engen Beziehungen zu diesem weiter festigte.
Im Jahre 1125 gründete er das Hauskloster in Hautecombe.
Spätestens 1137 erlangte er die Markgrafschaft Turin zurück, die sein Vater verloren hatte.
1147 schloss er sich dem Zweiten Kreuzzug an, allerdings nicht dem Heer seines Lehnsherrn, dem römisch-deutschen König Konrad III., sondern dem seines Neffen Ludwig VII. von Frankreich. Unterwegs erkrankte er auf Zypern, wo er kurz darauf starb.

## Ehen und Nachkommen
Amadeus war zweimal verheiratet. Seine erste Frau hieß Adelheid. Sie ist mit einer Urkunde vom 27. Juli 1134 belegt, in der sie gemeinsam mit ihrem Gatten auftrat. Adelheid muss spätestens 1135 gestorben sein. Jedenfalls heiratete um 1135 als seine zweite Ehefrau Mathilde von Albon, Tochter des Grafen Guigues III.
Aus seiner ersten Ehe mit Adelheid hatte er zwei Töchter:
- Alice (* um 1124), ⚭ um 1140 Humbert III., Herr von Beaujeu
- Mathilde (* 1125; † 1157), ⚭ 1146 König Alfons I. von Portugal

Es gibt keine Quellen, die ausdrücklich belegen aus welcher der beiden Ehen Amadeus’ Alice und Mathilde stammen, da allerdings die Geburt von Alices erstem Sohn auf 1142 und die Geburt von Mathildes erstem Sohn auf 1147 datiert, erscheint es wahrscheinlich, dass sie Töchter Adelheids waren.
Mit seiner zweiten Ehe mit Mathilde von Albon hatte er folgende Kinder:
- Humbert (* 1136; † 1189), ab 1148 Graf von Savoyen;
- Johann;
- Peter;
- Wilhelm († 1173), Priester;
- Agnes († 1172), ⚭ Wilhelm I. von Genf († 1196), ab 1178 Graf von Genf;
- Margarete († 1157), genannt die Fromme;
- Isabella;
- Juliana († 1194), Äbtissin von Saint-André-le-Haut in Vienne.